# Sarala Devi Chaudhurani
 
Sarala Devi Chaudhurani, née Sarala Ghosal le 9 septembre 1872 à Jorasanko et morte le 18 août 1945 à Calcutta, est une éducatrice, féministe et nationaliste indienne. Elle fonde la première organisation de femmes en Inde, Bharat Stree Mahamandal à Allahabad en 1910, organisation dont l'un des principaux objectifs est de promouvoir l'éducation des femmes. Elle est la première femme à participer au mouvement pour l'indépendance de l'Inde.

## Milieu familial
Sarala Devi Chaudhurani est née à Jorasanko, Kolkata le 9 septembre 1872 dans une famille d'intellectuels bengalis bien connue[Lequel ?]. Son père, Janakinath Ghosal, est l'un des premiers secrétaires du Congrès du Bengale. Sa mère Swarnakumari Devi est une autrice renommée et la fille de Debendranath Tagore, un éminent chef Brahmo. L'oncle maternel de Sarala Devi est le poète Rabindranath Tagore. Sa sœur aînée, Hironmoyee, est autrice. 
La famille de Sarla Devi est une adepte du brahmoïsme, une religion fondée par Râm Mohan Roy et développée plus tard par le grand-père de Sarala Devi Chaudhurani, Debendranath Tagore.

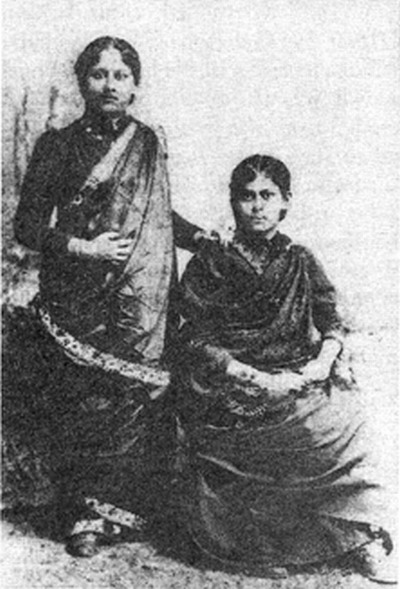
Sarala Devi Chaudhurani et sa sœur Hironmoyee

En 1890, elle obtient son baccalauréat en littérature anglaise du Bethune College. Elle reçoit la première médaille d'or Padmavati du collège pour avoir été la meilleure candidate à ses examens de licence.

## Premières activités
Après avoir terminé ses études, Sarala Devi va dans l'État de Mysore et rejoint la Maharani Girls 'School en tant qu'enseignante. Un an plus tard, elle rentre chez elle et commence à écrire dans Bharati, un journal bengali, tout en commençant ses activités politiques
De 1895 à 1899, elle édite Bharati conjointement avec sa mère et sa sœur, puis seule de 1899 à 1907. Elle y diffuse ses idées patriotiques et sa culture littéraire. Elle y reprendra des fonctions éditoriales lors de son retour à Kolkata de 1924 à 1926.  
En 1904, elle ouvre un magasin pour les femmes, le Lakshmi Bhandar à Kolkata pour populariser l'artisanat indigène produit par des femmes.[réf. nécessaire]

## Mariage
En 1905, Sarala Devi épouse Rambhuj Dutt Chaudhary (1866-1923), avocat, journaliste, dirigeant nationaliste et adepte d'Ārya-Samāj, le mouvement de réforme hindou fondé par Svāmī Dayānanda Sarasvatī
Après son mariage, elle déménage au Pendjab.

## Engagement féministe
En 1910, elle fonde le Bharat Stree Mahamandal (All India Women's Organization), qui est considéré par de nombreux historiens comme la première organisation All-Indian pour les femmes. L'organisation couvre une bonne partie du territoire national, avec plusieurs bureaux dans le pays, à Lahore (qui fait alors partie de l'Inde non partitionnée), Allahabad, Delhi, Karachi, Amritsar, Hyderabad, Kanpur, Bankura, Hazaribagh, Midnapur et Kolkata. Cette organisation promeut l'éducation et la formation professionnelle des femmes sans considération de classe, de caste et de religion. 
En 1917, Sarala Devi Chaudhurani fait partie de la délégation féminine qui rencontre Montagu et Chelmsford pour exiger le droit de vote ; la délégation est dirigée par Sarojini Naidu. 
En 1918, lors de la session du Congrès national indien, un des principaux partis politiques d'Inde à Delhi, elle propose la résolution en faveur du droit de vote des femmes. Dans son discours, elle affirme le droit pour les femmes à choisir de manière autonome leur destin. Le monde, dit-elle, avait dépassé l'idée de la « division fantaisiste de l'intellect et de l'émotion comme sphères respectives des hommes et des femmes » ; la sphère des femmes, déclare-t-elle, inclut « la camaraderie avec les hommes dans les moments difficiles de la vie et... de la politique ».
Elle créé une école pour filles, Siksha Sadan, à Kolkata en 1930.

## Engagement politique
L'engagement politique de Sarala  Devi Chaudhurani s'exprime dans un premier temps à travers l'interprétation artistique. Elle chante l'hymne national indien Jana Gana Mana le 27 décembre 1911 lors de la session de Kolkata du Congrès national indien. Le chant est écrit et composé par son oncle maternel  Rabindranath Tagore, le poème s'intitule Vande mataram.
Après la partition du Bengale annoncée en 1905 par le gouverneur britannique, elle s'engage dans le mouvement Swadeshi, mouvement de boycott des produits britanniques, devenant « la première femme dirigeante politique de son temps ... la première femme dirigeante de notre mouvement nationaliste » selon Bharati Ray.
Sarala Devi épouse un nationaliste du Pendjab. Il s'agit d'un mariage arrangé, mais accepté par la jeune fille. Son mari approuve son militantisme. Ensemble, ils éditent un hebdomadaire nationaliste ourdou, Hindusthan, qui a ensuite été converti en périodique anglais. Elle critique le gouvernement dans les pages de cet hebdomadaire, après l'adoption de la loi Rowlatt, loi dénoncée par des nationalistes indiens parce qu'elle donne au gouvernement britannique le pouvoir d'emprisonner arbitrairement les opposants au pouvoir colonial. Son mari est arrêté, les éditions anglaise et ourdoue de l'Hindoustan interdites à la suite du mouvement de contestation de 1919 contre la loi Rowlatt et à la suite du massacre de Jalianwala Bagh d'avril 1919. Les soldats indiens du Raj britannique ont alors ouvert le feu sur un rassemblement politique non autorisé de gandhiens, tuant plusieurs centaines d'entre eux.
Malgré ses contacts avec Gandhi, Sarala Devi Chaudhurani adhère à des idées révolutionnaires plus qu'au programme politique du Congrès national indien.

## Relation avec Gandhi
Lorsque son mari est arrêté pour son implication dans le mouvement de non-coopération qui exige l'indépendance totale de l'Inde, le Mahatma Gandhi s'est rendu chez elle à Lahore en tant qu'invité. Gandhi est alors tombé amoureux d'elle. Il reprend des poèmes et des écrits de Sarala Devi CHaudhurani, et les a utilisés dans ses discours, ainsi que dans Young India et d'autres revues. Elle voyage avec lui dans toute l'Inde. Lorsqu'ils sont séparés, ils échangent fréquemment des lettres. Selon le professeur Sabyasachi Basu Ray Chaudhury, vice-chancelier de l'Université Rabindra Bharati, la relation entre les deux, bien que proche, n'est rien de plus qu'une admiration mutuelle. Son fils unique, Dipak, a épousé la petite-fille de Gandhi, Radha.

## Dernières années
Elle prend sa retraite de la vie publique en 1935 et s'est tournée vers la religion, acceptant Bijoy Krishna Goswami, une Gaudiya Vaisnava, comme son professeur spirituel.[réf. nécessaire]
Elle meurt le 18 août 1945 à Calcutta. 

## Autobiographie
Son autobiographie Jivaner Jhara Pata est publiée en feuilleton dans Desh, un magazine littéraire bengali, au cours de la dernière période de sa vie, en 1942-1943. Elle est ensuite traduite en anglais par Sikata Banerjee sous le titre The Scattered Leaves of My Life en 2011 ,.